# El buen doctor
El buen doctor (original: The Good Doctor, Obsesión perfecta en Hispanoamérica) es una película del director estadounidense Lance Daly del año 2011 producida por Fastnet Films. La película fue estrenada el Festival de cine de Tibreca el 27 de agosto de 2012.
En Hispanoamérica, el canal Platino de la PCTV anunció el estreno de esta película sin doblar al español con el mantenimiento de los subtítulos a este idioma el 5 de abril de 2015.

## Argumento
Martin Blake (Orlando Bloom) es un ambicioso pero ansioso doctor que busca impresionar a sus superiores y colegas. Pero las cosas no van conforme lo que desea y no puede eliminar sus inseguridades. Cuando una joven de 18 años llamada Diane (Riley Keough) ingresa en su hospital por una infección de riñones, Martin interviene aumentando con ello su autoestima. Las cosas toman un giro dramático cuando su entusiasmo inicial se convierte en obsesión.
- Datos: Q1060484